# 肖恩·麦克布赖德
肖恩·麦克布赖德（英語：Seán MacBride，1904年1月26日—1988年1月15日），爱尔兰外交家，1974年诺贝尔和平奖得主。
他是爱尔兰民族主义者约翰·麦克布赖德和昴德·冈昂的儿子，出生于法国巴黎。1917年加入爱尔兰共和军，数度被捕，他反对割裂爱尔兰的英爱条约。1928年成为共和军总参谋长，1936年成为总司令。1936年创立替天行道士兵党，次年退出共和军。之后学习了10年法律，成为都柏林的高级律师。
1947年，麦克布赖德进入爱尔兰众议院。1948年-1951年任外交部长，参与制定1949-1951年的经济发展计划，并且是爱尔兰法律的主要起草者之一。1961年，成为大赦国际主席，出访多国敦促人权问题的解决。1973年作为联合国助理秘书长派驻纳米比亚。1974年與佐藤榮作合得諾貝爾和平獎。1979年曾参与伊朗的美国人质危机的谈判。